# Благданичі
Благданичі (хорв. Blagdanići) — населений пункт у Хорватії, в Істрійській жупанії у складі міста Пореч.

## Населення
Населення за даними перепису 2011 року становило 15 осіб.
Динаміка чисельності населення поселення:

## Клімат
Середня річна температура становить 13,64 °C, середня максимальна – 26,92 °C, а середня мінімальна – -0,55 °C. Середня річна кількість опадів – 896 мм.
| Клімат поселення                              | Клімат поселення | Клімат поселення | Клімат поселення | Клімат поселення | Клімат поселення | Клімат поселення | Клімат поселення | Клімат поселення | Клімат поселення | Клімат поселення | Клімат поселення | Клімат поселення | Клімат поселення |
| Показник                                      | Січ.             | Лют.             | Бер.             | Квіт.            | Трав.            | Черв.            | Лип.             | Серп.            | Вер.             | Жовт.            | Лист.            | Груд.            |                  |
| Середній максимум, °C                         | 9,72             | 10,65            | 13,92            | 17,21            | 22,42            | 25,94            | 26,92            | 26,88            | 22,55            | 17,85            | 12,79            | 9,27             |                  |
| Середня температура, °C                       | 4,60             | 5,52             | 8,78             | 12,08            | 17,28            | 20,80            | 23,32            | 23,28            | 18,95            | 14,26            | 9,18             | 5,67             |                  |
| Середній мінімум, °C                          | −0,55            | 0,38             | 3,64             | 6,95             | 12,14            | 15,66            | 19,74            | 19,68            | 15,34            | 10,66            | 5,58             | 2,08             |                  |
| Норма опадів, мм                              | 63               | 52               | 62               | 70               | 68               | 79               | 53               | 80               | 90               | 103              | 98               | 78               |                  |
| Середньомісячна швидкість вітру, м/с          | 2.20             | 2.45             | 2.54             | 2.56             | 2.30             | 2.20             | 2.20             | 2.18             | 2.21             | 2.42             | 2.48             | 2.36             |                  |
| Середньомісячна сонячна радіація, кДж/м²·день | 4440             | 7368             | 10773            | 15305            | 19437            | 21288            | 22294            | 19002            | 14099            | 8995             | 4928             | 3768             |                  |
| --------------------------------------------- | ---------------- | ---------------- | ---------------- | ---------------- | ---------------- | ---------------- | ---------------- | ---------------- | ---------------- | ---------------- | ---------------- | ---------------- | ---------------- |
| Джерело:                                      |                  |                  |                  |                  |                  |                  |                  |                  |                  |                  |                  |                  |                  |